# Stroopwafel

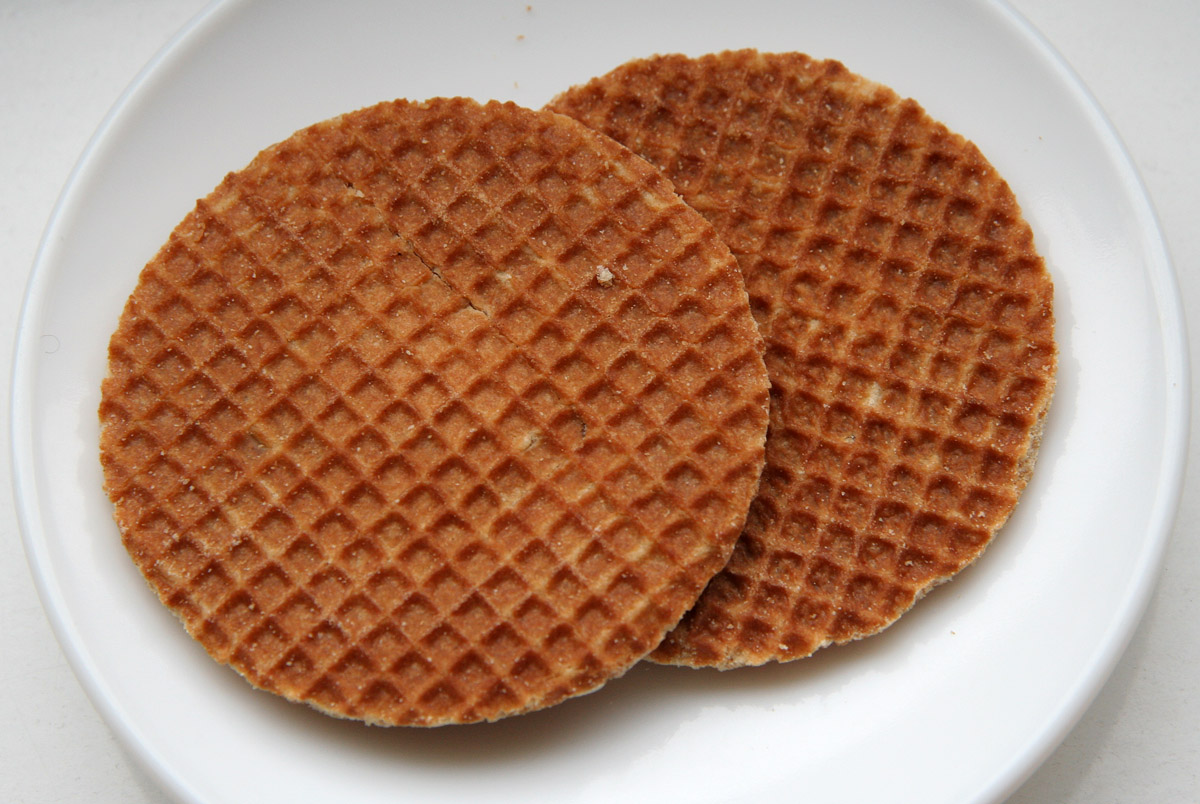
Stroopwafels.

Stroopwafels Pronunciaciónⓘ (también comercializado bajo las denominaciones wafer de caramelo, galletas waffle de sirope o galletas gofre) son una especie de galletas originarias de los Países Bajos, elaboradas con dos especies de gofres redondos que tienen entre ellas un relleno de caramelo. Similar a un sándwich en el que el relleno hace de pegamento. A veces tienen otros sabores como nueces o están recubiertas de chocolate, rellenas de cacahuete, etc. El diámetro de los wafels es de 8 centímetros aproximadamente. Los "stroopwafels" pueden parecer excesivamente dulces para algunas personas.

## Historia
Los wafels de sirope se inventaron en la ciudad de Gouda en 1784. Según cuenta la leyenda, un panadero en Gouda hizo una galleta con todos los sobrantes de las migajas y especias para luego rellenarla con jarabe de caramelo. De esta forma el wafel de caramelo comenzó como un dulce de los pobres y, finalmente, se convirtió en el más popular acompañamiento del  té o del café en los Países Bajos.

## Servir
De forma tradicional en los Países Bajos se sirve con una taza de té, café o cacao. En algunos lugares se suele poner el wafel tapando la boca de la taza para que los vapores calientes de la bebida la ablanden y pueda ser ingerida con una textura más blanda. Es tan popular que puede encontrarse casi como un elemento de supervivencia en muchos lugares de  Ámsterdam, así como en el aeropuerto de Schiphol y naturalmente en cualquier supermercado holandés. Se suele comercializar en paquetes plastificados que pueden contener entre 10 a 12 wafels. Los holandeses prefieren comprar los stroopwafels en los mercados callejeros por ser más "frescos" que las versiones ofrecidas en tiendas y supermercados. Es posible encontrar los wafels en trozos envueltos en bolsas de plástico en lo que se denomina "stroopwafelstukjes" (pedazos de wafels) o koekkruimels (migas de galleta).